# Маэ
Маэ́ (фр. Mahé) — один из островов Сейшельского архипелага.
Расположен в Индийском океане, принадлежит государству Сейшельские Острова.

## География

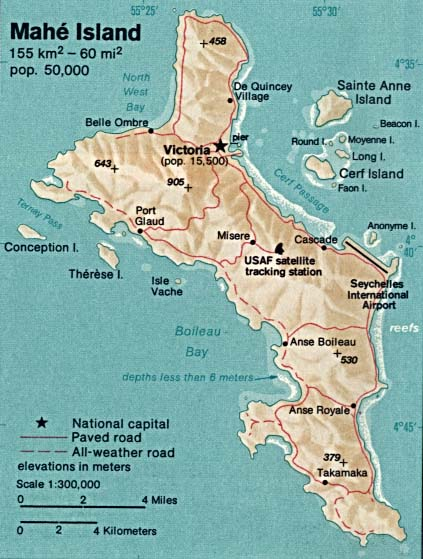
Топографическая карта

Крупнейший из островов Сейшельского архипелага. Размеры острова — 29 на 13 километров. Самая высокая точка на острове Маэ достигает 905 метров над уровнем моря.
Площадь острова — 155 км². Число жителей — 72 000 человек (оценка 2009 года), что составляет 80 % населения всего государства.
На острове находится столица государства — Виктория, университет, торговый порт и международный аэропорт.

## Административное деление
Остров делится на несколько районов.

## Фотогалерея

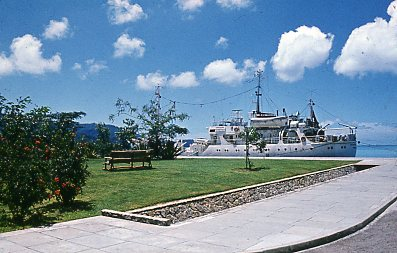
«Академик Петровский», на острове, 10 марта 1978 года.
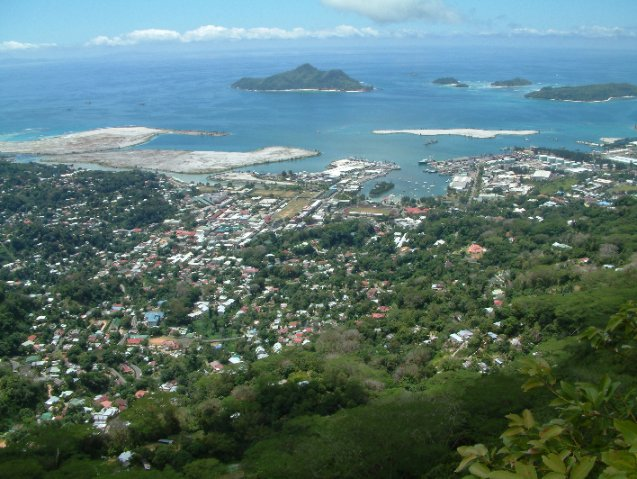
Виктория
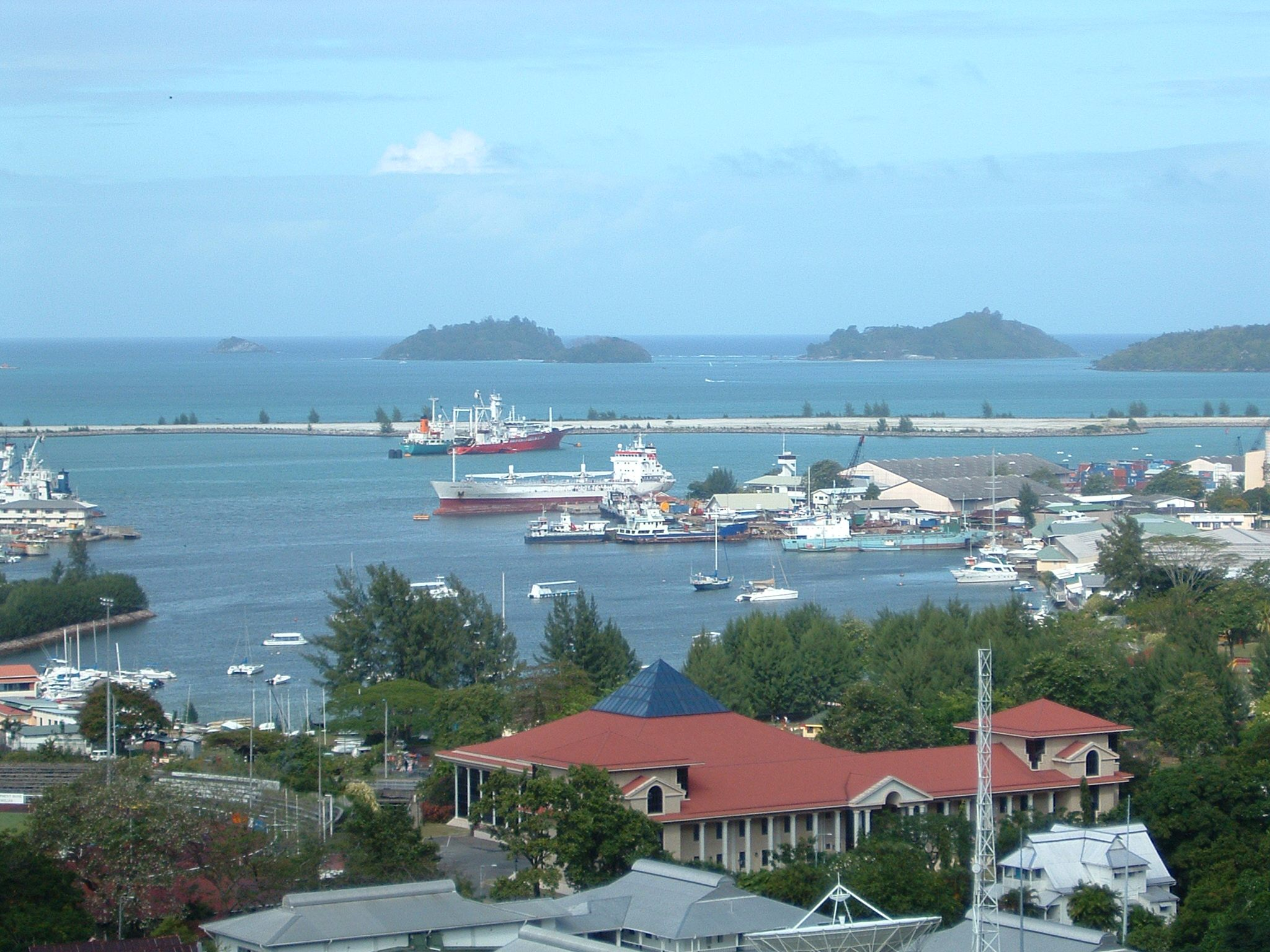
Виктория